# John Edwards (Politiker, 1805)

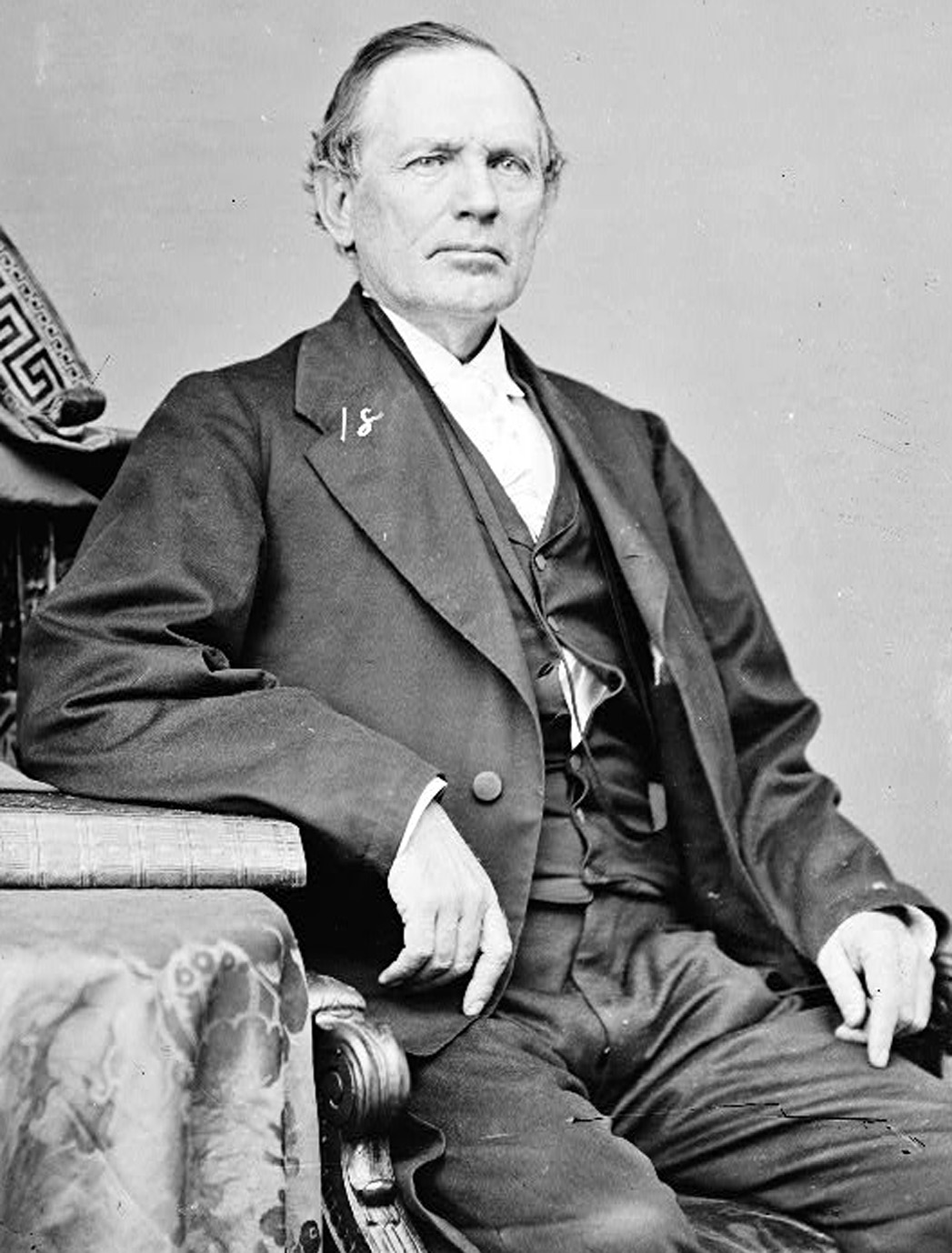
John Edwards

John Edwards (* 24. Oktober 1805 in Louisville, Kentucky; † 8. April 1894 in Washington, D.C.) war ein US-amerikanischer Politiker. Zwischen 1871 und 1872 vertrat er den dritten Wahlbezirk des Bundesstaates Arkansas im US-Repräsentantenhaus.

## Leben
John Edwards erhielt zunächst nur eine durchschnittliche Schulausbildung und studierte später Jura. Danach zog er nach Indiana, wo er zwischen 1845 und 1846 Abgeordneter im Repräsentantenhaus des Staates wurde. Zwischen 1849 und 1852 lebte er in Kalifornien, ehe er wieder nach Indiana zurückkehrte und dort im Jahr 1853 im Staatssenat saß. Im Jahr 1855 zog er nach Iowa und wurde Delegierter auf einer Versammlung zur Überarbeitung der Verfassung dieses Staates. Zwischen 1856 und 1860 war er auch in Iowa Abgeordneter im Repräsentantenhaus. Ab 1858 war er Präsident dieser Kammer. Im Jahr 1857 gründete er die Zeitung "The Patriot".
Während des Bürgerkrieges war Edwards Soldat in der Armee der Union. Dort brachte er es bis 1864 bis zum Brigadegeneral einer Freiwilligeneinheit. Nach dem Ende des Krieges ließ sich Edwards in Fort Smith (Arkansas) nieder. Im August 1866 wurde er von Präsident Andrew Johnson zum Leiter der Steuerbehörde (Assessor of internal revenue) in seinem Gebiet ernannt. Dieses Amt übte er bis 1869 aus. Politisch schloss er sich einer Splittergruppe der Republikanischen Partei an, die sich Liberal Republican Party nannte. 1870 wurde er als deren Kandidat gegen den eigentlichen Kandidaten der Republikaner, den Amtsinhaber Thomas Boles, in das US-Repräsentantenhaus in Washington gewählt. Dort nahm er am 4. März 1871 seinen Sitz ein. Boles legte aber Widerspruch gegen das Wahlergebnis ein. Nachdem diesem Einspruch stattgegeben worden war, musste Edwards am 9. Februar 1872 sein Mandat wieder aufgeben. Thomas Boles beendete dann die Amtszeit bis zum 3. März 1873.
John Edwards hat danach kein höheres politisches Amt mehr angestrebt. Er ließ sich in der Bundeshauptstadt Washington nieder, wo er im Jahr 1894 auch verstarb. Edwards wurde auf dem Nationalfriedhof Arlington beigesetzt.